# Troféu Baracchi
O Troféu Baracchi é uma antiga corrida de ciclismo contrarrelógio por equipas de dois corredores em Itália.
De 1941 a 1946, a corrida era uma prova em linha reservada aos amadoras, depois aos profissionais em 1947 e 1948, para acabar convertendo numa corrida contrarrelógio.
A última edição foi disputada em 1991 desenvolveu-se em Bérgamo para a Copa do Mundo de Ciclismo, como contrarrelógio individual.

## Palmarés
| Ano                                                               | Vencedor                                 | Segundo                                  | Terceiro                                 |           |
| ----------------------------------------------------------------- | ---------------------------------------- | ---------------------------------------- | ---------------------------------------- | --------- |
| 1941                                                              | Michele Motta                            | Mario Spinazzi                           | Giovanni Ronco                           |           |
| 1942                                                              | Gelsomino Locatelli                      | Egidio Marangoni                         | Michele Motta                            |           |
| 1943 edição não realizada                                         |                                          |                                          |                                          |           |
| 1944                                                              | Michele Motta                            | Aldo Baito                               | Carlo Moscardini                         |           |
| 1945                                                              | Michele Motta                            | Gelsomino Locatelli                      | Mario Fazio                              |           |
| 1946                                                              | Antonio Ausenda                          | Giovanni Mangili                         | Gino Carlotti                            |           |
| 1947                                                              | Sergio Maggini                           | Michele Motta                            | Luigi Malabrocca                         |           |
| 1948                                                              | Giorgio Cargioli                         | Egidio Marangoni                         | Serse Coppi                              |           |
| 1949                                                              | Fiorenzo Magni Adolfo Grosso             | Antonio Bevilacqua Guido De Santi        | Aldo Tosi Emilio Croci Torti             |           |
| 1950                                                              | Fiorenzo Magni Antonio Bevilacqua        | Fausto Coppi Serse Coppi                 | Giorgio Albani Virgilio Salimbeni        |           |
| 1951                                                              | Fiorenzo Magni Giuseppe Minardi          | Gino Bartali Ferdi Kübler                | Loretto Petrucci Alfredo Martini         |           |
| 1952                                                              | Giancarlo Astrua Nino Defilippis         | Giuseppe Minardi Loretto Petrucci        | Fausto Coppi Michele Gismondi            |           |
| 1953                                                              | Fausto Coppi Riccardo Filippi            | Jacques Anquetil Antonin Rolland         | Giancarlo Astrua Nino Defilippis         |           |
| 1954                                                              | Fausto Coppi Riccardo Filippi            | Jacques Anquetil Louison Bobet           | Fiorenzo Magni Donato Piazza             |           |
| 1955                                                              | Fausto Coppi Riccardo Filippi            | Jacques Anquetil André Darrigade         | Jean Brankart Marcel Janssens            |           |
| 1956                                                              | Rolf Graf André Darrigade                | Fausto Coppi Riccardo Filippi            | Giorgio Albani Donato Piazza             |           |
| 1957                                                              | Fausto Coppi Ercole Baldini              | Rolf Graf Alcide Vaucher                 | Aldo Moser Oreste Magni                  |           |
| 1958                                                              | Ercole Baldini Aldo Moser                | Jacques Anquetil André Darrigade         | Roger Rivière Gérard Saint               |           |
| 1959                                                              | Ercole Baldini Aldo Moser                | Michele Gismondi Diego Ronchini          | Jacques Anquetil André Darrigade         |           |
| 1960                                                              | Diego Ronchini Romeo Venturelli          | Ercole Baldini Aldo Moser                | Camille Le Menn Claude Valdois           |           |
| 1961                                                              | Ercole Baldini Joseph Velly              | Giacomo Fornoni Battista Babini          | Bas Maliepaard Jean-Claude Lebaube       |           |
| 1962                                                              | Rudi Altig Jacques Anquetil              | Ercole Baldini Arnaldo Pambianco         | Aldo Moser Giuseppe Fezzardi             |           |
| 1963                                                              | Joseph Velly Joseph Novales              | Jacques Anquetil Raymond Poulidor        | Ferdinand Bracke Walter Boucquet         |           |
| 1964                                                              | Gianni Motta Giacomo Fornoni             | Ercole Baldini Vittorio Adorni           | Rudi Altig Tom Simpson                   |           |
| 1965                                                              | Jacques Anquetil Jean Stablinski         | Michelle Dancelli Pietro Scandelli       | Giuseppe Fezzardi Tomaso De Pra          |           |
| 1966                                                              | Eddy Merckx Ferdinand Bracke             | Raymond Poulidor Georges Chappe          | Gerben Karstens Bart Zoet                |           |
| 1967                                                              | Eddy Merckx Ferdinand Bracke             | Jacques Anquetil Bernard Guyot           | Peter Post Jo de Roo                     |           |
| 1968                                                              | Jacques Anquetil Felice Gimondi          | Ole Ritter Herman Van Springel           | Luis Ocaña Jesús Aranzabal               |           |
| 1969                                                              | Herman Van Springel Joaquim Agostinho    | Ole Ritter Gianni Motta                  | Eddy Merckx Davide Boifava               |           |
| 1970                                                              | Gösta Pettersson Tomas Pettersson        | Ole Ritter Leif Mortensen                | Herman Van Springel Willy In 't Ven      |           |
| 1971                                                              | Luis Ocaña Leif Mortensen                | Gösta Pettersson Tomas Pettersson        | Roger Pingeon Bernard Thévenet           |           |
| 1972                                                              | Eddy Merckx Roger Swerts                 | Felice Gimondi Davide Boifava            | Gösta Pettersson Tomas Pettersson        |           |
| 1973                                                              | Felice Gimondi Martín Emilio Rodríguez   | Davide Boifava Gösta Pettersson          | Phil Bayton Dave Lloyd                   |           |
| 1974                                                              | Francesco Moser Roy Schuiten             | Martín Emilio Rodríguez Gösta Pettersson | Eddy Merckx Roger De Vlaeminck           |           |
| 1975                                                              | Francesco Moser Gianbattista Baronchelli | Freddy Maertens Michel Pollentier        | Gerrie Knetemann Hennie Kuiper           |           |
| 1976                                                              | Freddy Maertens Michel Pollentier        | Francesco Moser Roy Schuiten             | Davide Boifava Jørgen Marcussen          |           |
| 1977                                                              | Bernt Johansson Carmelo Barone           | Freddy Maertens Joop Zoetemelk           | Serge Parsani Osvaldo Bettoni            |           |
| 1978                                                              | Roy Schuiten Knut Knudsen                | Hennie Kuiper Joop Zoetemelk             | Gianbattista Baronchelli Bernt Johansson |           |
| 1979                                                              | Francesco Moser Giuseppe Saronni         | Alfons De Wolf Jan van Houwelingen       | Bert Oosterbosch Henk Lubberding         |           |
| 1980                                                              | Alfons De Wolf Jean-Luc Vandenbroucke    | Ludo Peeters Theo de Rooij               | Josef Fuchs Daniel Gisiger               |           |
| 1981                                                              | Daniel Gisiger Serge Demierre            | Francesco Moser Knut Knudsen             | Raniero Gradi Geir Digerud               |           |
| 1982                                                              | Daniel Gisiger Roberto Visentini         | Bert Oosterbosch Hennie Kuiper           | Stephen Roche Jacques Bossis             |           |
| 1983                                                              | Daniel Gisiger Silvano Contini           | Hennie Kuiper Adri van der Poel          | Tommy Prim Alf Segersäll                 |           |
| 1984                                                              | Francesco Moser Bernard Hinault          | Tommy Prim Alf Segersäll                 | Daniel Gisiger Urs Freuler               |           |
| 1985                                                              | Francesco Moser Hans-Henrik Ørsted       | Daniele Caroli Michael Wilson            | Jean-François Bernard Benno Wiss         |           |
| 1986                                                              | Giuseppe Saronni Lech Piasecki           | Daniele Caroli Michael Wilson            | Jesper Skibby Rolf Sørensen              |           |
| 1987                                                              | Bruno Leali Massimo Ghirotto             | Giuseppe Saronni Lech Piasecki           | Rolf Gölz Czesław Lang                   |           |
| 1988                                                              | Czesław Lang Lech Piasecki               | Daniel Gisiger Werner Stutz              | Charly Mottet Thierry Marie              |           |
| 1989                                                              | Laurent Fignon Thierry Marie             | Maurizio Fondriest Allan Peiper          | Gianni Bugno Sean Kelly                  |           |
| 1990                                                              | Rolf Gölz Tom Cordes                     | Zenon Jaskuła Joachim Halupczok          | Sean Yates Dag Otto Lauritzen            |           |
| Nota: a edição 1991 foi a mesma prova do Grande Prêmio das Nações |                                          |                                          |                                          |           |
| 1991                                                              | Tony Rominger                            | Erik Breukink                            | Thomas Wegmüller                         |           |
| 2024                                                              | cancelado                                | cancelado                                | cancelado                                | cancelado |
| 2025                                                              |                                          |                                          |                                          |           |